# Villa Johanna

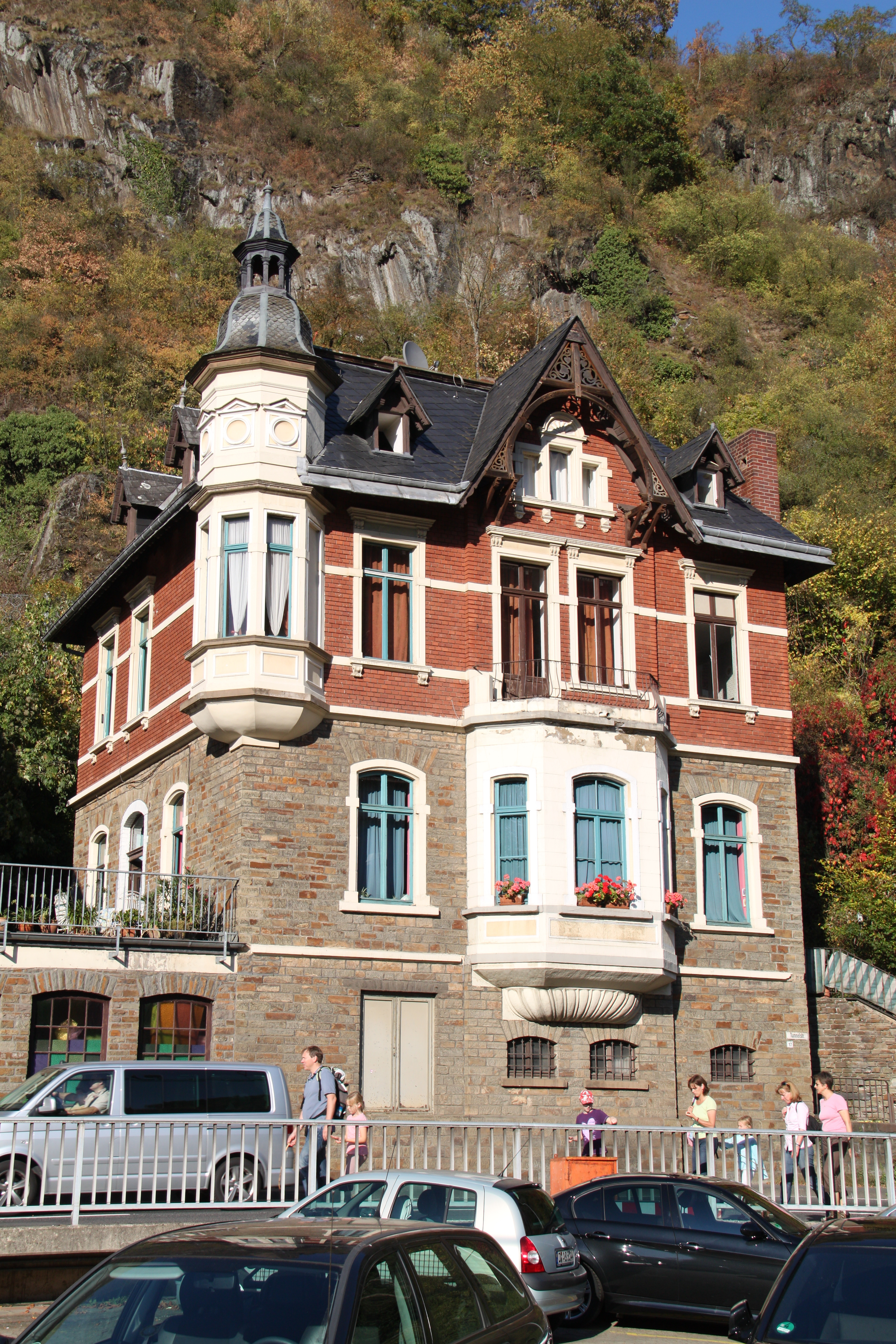
Villa Johanna in Altenahr

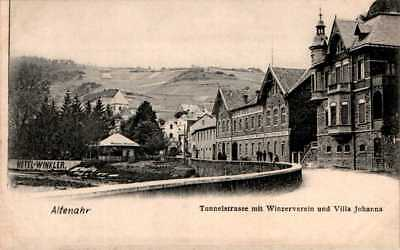
Ansichtskarte mit der Villa Johanna um 1900 (rechts außen)

Die Villa Johanna in Altenahr, einer Ortsgemeinde im Landkreis Ahrweiler im nördlichen Rheinland-Pfalz, wurde 1892 errichtet. Die Villa an der Tunnelstraße 17, mit Blick auf die Ahr, ist ein geschütztes Kulturdenkmal.
Die Familie Fabry, die im heutigen Rathaus von Altenahr ein Hotel betrieb, ließ die Villa am Hang unterhalb der Ruine der Burg Are erbauen. Im Jahr 1992 kaufte eine Privatperson das Haus von der Winzergenossenschaft Mayschoß-Altenahr, die zwischenzeitlich Eigentümerin des Gebäudes geworden war.
Der dreigeschossige Bruchsteinbau, teilweise mit Backstein ausgeführt, besitzt einen Eckerker und einen weiteren Erker in der Mitte des ersten Geschosses an der Straßenseite.